# Мунтелієр
Мунтелієр (нім. Muntelier) — громада у Швейцарії в кантоні Фрібур, округ Зее.

## Географія
Громада розташована на відстані близько 25 км на захід від Берна, 16 км на північ від Фрібура.
Мунтелієр має площу 1,1 км², з яких на 35,1 % дозволяється будівництво (житлове та будівництво доріг), 28,1 % використовуються в сільськогосподарських цілях, 33,3 % зайнято лісами, 3,5 % не є продуктивними (річки, льодовики або гори).

## Демографія
2019 року в громаді мешкало 954 особи (+2,8 % порівняно з 2010 роком), іноземців було 8,4 %. Густота населення становила 867 осіб/км².
За віковим діапазоном населення розподілялося таким чином: 20,1 % — особи молодші 20 років, 56 % — особи у віці 20—64 років, 23,9 % — особи у віці 65 років та старші. Було 430 помешкань (у середньому 2,2 особи в помешканні).
Із загальної кількості 436 працюючих 4 було зайнятих в первинному секторі, 116 — в обробній промисловості, 316 — в галузі послуг.